# Algaida
Algaida es una localidad y municipio español situado en la parte centro-sur de Mallorca, en las Islas Baleares. Limita con los municipios de Palma —por el distrito Levante—, Llucmajor, Montuiri, Lloret de Vista Alegre, Sancellas y Santa Eugenia.

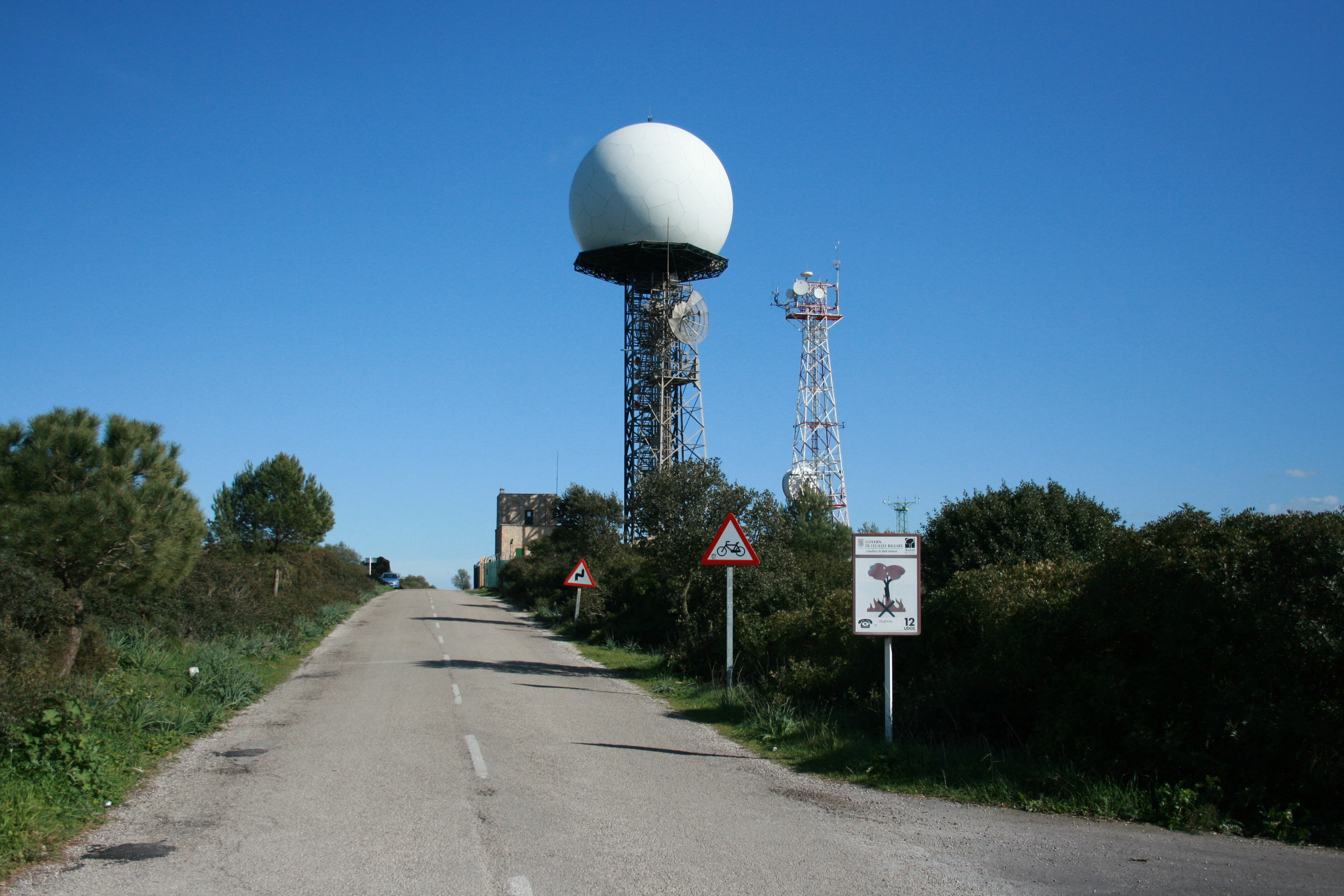
El famoso radar del pico de Randa, en Algaida.

El municipio algaidino comprende los núcleos de población de Algaida —capital municipal—, Pina y Randa. Hasta Algaida se llega desde Palma a través de la carretera Ma-15.

## Historia
Se conservan evidencias de la población de la zona en la época pretalayótica, restos humanos encontrados en las cuevas de son Reus, y talayótica como el poblado amurallado de Sa Serra-Punxuat. En la época de la dominación árabe perteneció al distrito de Muntuy existiendo ya por entonces las alquerías que darían lugar a los actuales núcleos de población. Estas alquerías se localizaron en las proximidades de los cursos de agua para aprovechar las tierras más fértiles para cuyo regadío construyeron los árabes infraestructuras hidráulicas entre las que destaca el canal subterráneo de son Reus de Randa de 299,8 metros de longitud, el más largo de Mallorca.
Primeramente se conoció al pueblo con el nombre de Castellitx, nombre de la parroquia situada en la finca homónima y que fue la primera construida tras la conquista hasta que en torno a 1410 se produjo el cambio de titularidad a favor de la Iglesia de Algaida.

## Geografía
El relieve del término municipal es, como en el resto de la comarca, escasamente accidentado destacando al sureste el macizo de Randa con las cimas de Randa (543 m), Son Reus (501 m) y Son Roig (420 m).
La temperatura media es de 15,5 °C. El mes más seco es julio cayendo una media de 12,5 l/m². La mayor precipitación se registró el 17 de septiembre de 1943 con 97 l/m².

## Demografía
Algaida cuenta con una población de 6311 habitantes (INE 2024).
| Gráfica de evolución demográfica de Algaida entre 1842 y 2021                                                         |
| |
| Población de derecho según los censos de población del INE. Población de hecho según los censos de población del INE. |

## Administración y política

### Gobierno municipal
| Periodo   | Nombre                      | Partido | Partido                                              |
| --------- | --------------------------- | ------- | ---------------------------------------------------- |
| 1979-1983 | Juan Ramis Gelabert         |         | Independents d'Algaida                               |
| 1983-1987 | Bernardo Sastre Sastre      |         | Alianza Popular (AP)                                 |
| 1987-1989 | Gabriel Salas Fullana       |         | Partido Demócrata Popular (PDP)                      |
| 1989-1991 | Esteve Vanrell Barceló      |         | Alianza Popular (AP) / Partido Popular (PP)          |
| 1991-1997 | Francesc Antich Oliver      |         | Partido Socialista de las Islas Baleares (PSIB-PSOE) |
| 1997-2007 | Jaume Jaume Oliver          |         | Partido Socialista de las Islas Baleares (PSIB-PSOE) |
| 2007-2015 | Francesc Miralles i Mascaró |         | Partido Socialista de las Islas Baleares (PSIB-PSOE) |
| 2015-2023 | Maria Antonia Mulet Vich    |         | Partido Socialista de las Islas Baleares (PSIB-PSOE) |
| 2023-act. | Margalida Fullana Arrom     |         | Partido Socialista de las Islas Baleares (PSIB-PSOE) |

| Partido político                                     | 2023  | 2023  | 2023       | 2019  | 2019  | 2019       | 2015  | 2015  | 2015       | 2011  | 2011  | 2011       | 2007  | 2007  | 2007       |
| Partido político                                     | %     | Votos | Concejales | %     | Votos | Concejales | %     | Votos | Concejales | %     | Votos | Concejales | %     | Votos | Concejales |
| Partido Socialista de las Islas Baleares (PSIB-PSOE) | 35,37 | 1036  | 5          | 43,14 | 1145  | 6          | 43,58 | 1138  | 6          | 48,24 | 1291  | 7          | 50,99 | 1341  | 6          |
| Partido Popular (PP)                                 | 29,84 | 874   | 4          | 29,88 | 793   | 4          | 27,31 | 713   | 4          | 33,86 | 906   | 4          | 42,43 | 1116  | 5          |
| Més (PSM-EN-APIB)                                    | 23,90 | 700   | 3          | 24,83 | 659   | 3          | 26,89 | 702   | 3          | 15,47 | 414   | 2          | —     | —     | —          |
| Vox                                                  | 9,63  | 282   | 1          | —     | —     | —          | —     | —     | —          | —     | —     | —          | —     | —     | —          |

## Algaidinos célebres
Bartolomé Pou